# Alexandre Konrad
Alexandre Edouardovitch Konrad (en russe : Алекса́ндр Эдуа́рдович Ко́нрад) (Saint-Pétersbourg, 1890 - Léningrad, 16 juillet 1940) est un marin russe, célèbre pour avoir été l'un des deux seuls survivants avec Valerian Albanov de la désastreuse expédition Broussilov. 

## Biographie
Rien ne nous est parvenu de sa jeunesse. En 1912, il est engagé dans une expédition Arctique sur le Sviataïa Anna de Gueorgui Broussilov. 
Mal-préparé, le navire est rapidement bloqué par les glaces en mer de Kara (octobre 1912). Les hommes décident alors d'hiverner jusqu'à la débâcle, mais, contre toute attente, celle-ci n'a pas lieu. Le navire dérive alors jusqu'à l'Archipel François-Joseph (1914). Albanov, considérant la situation comme désespérée, décide alors d'être relevé de ses fonctions de second et de rejoindre à pied la civilisation. Il part alors avec 13 hommes. Tous, un par un, meurent. Seul le kayak d'Albanov et de Konrad parvient à atteindre le cap Flora où ils sont recueillis par le Saint-Foka de Gueorgui Sedov.

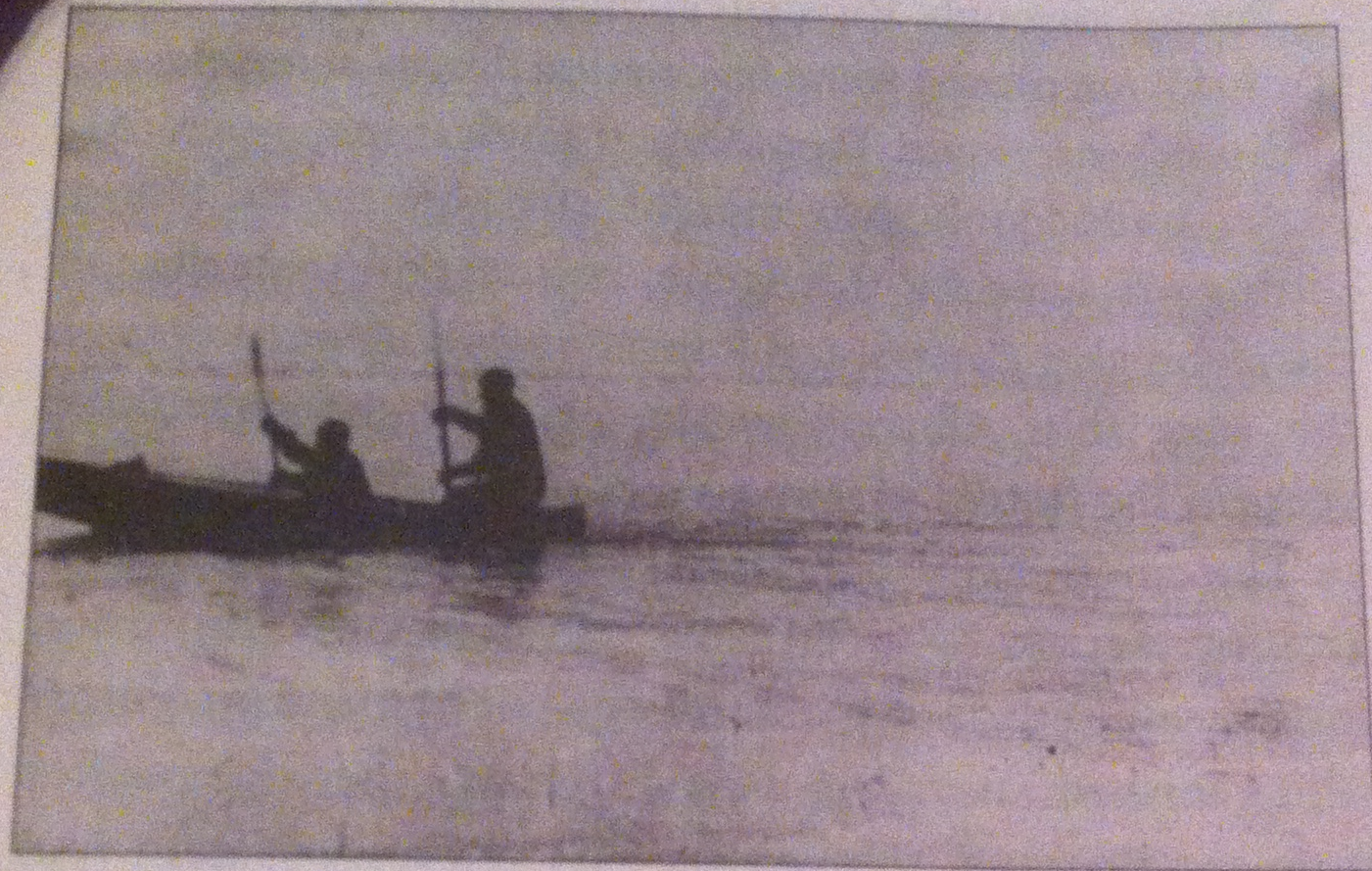
Albanov et Konrad approchant du Saint-Foka dans leur kayak quelques minutes avant leur sauvetage.

Alexandre Konrad continue ensuite sa carrière de marin, participe à la Première Guerre mondiale et, en 1930, travaille comme ingénieur et mécanicien sur des bateaux à vapeur en mer Baltique. En 1939, il passe le passage du nord-est sur un brise-glace mais meurt à son retour d'une pleurésie. 
Son journal est alors remis par ses parents au musée de l'Arctique et de l'Antarctique de Saint-Pétersbourg. Il a été publié en annexe de l'ouvrage de Valérian Albanov, Au pays de la mort blanche (Zajatci bílé smrti).